# Kindersanatorium Zell

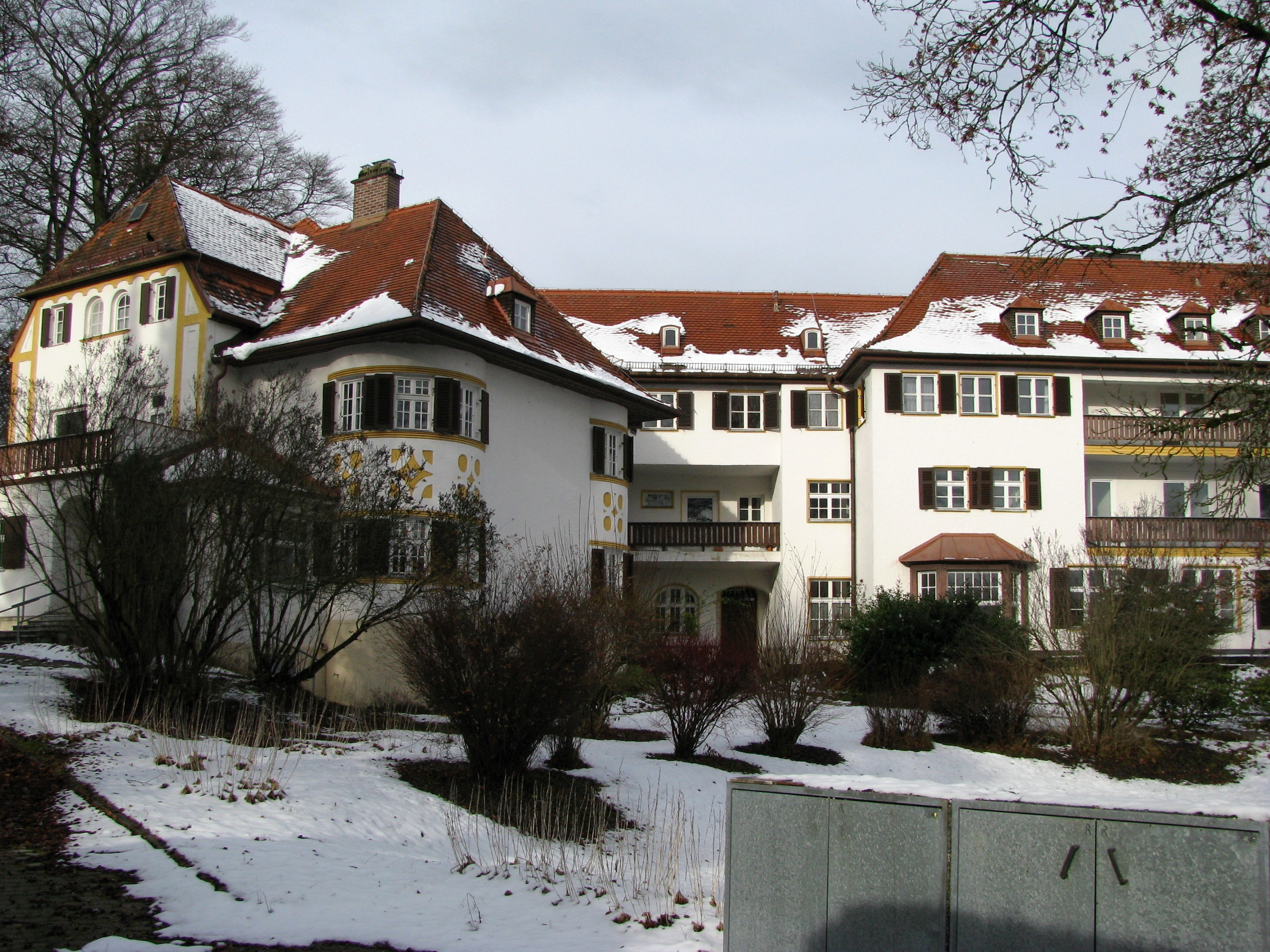
Blick von der Zeller Straße auf das ehemalige Kindersanatorium Zell

Das ehemalige Kindersanatorium Zell ist ein in zwei Bauabschnitten 1907 und 1910 vom Architekten August Zeh errichtetes Baudenkmal in Zell in der Gemeinde Schäftlarn.

## Geschichte
Das Kindersanatorium Zell wurde 1910 von dem Arzt J. H. Spielberg eingerichtet. 1921 übernahm Erich Benjamin die Leitung des Sanatoriums. Er spezialisierte sich dort auf die Behandlung von verhaltensgestörten, nervösen und neurotischen Kindern und gilt unter anderem auch aufgrund dieser Arbeit gewonnener Erkenntnisse als einer der Begründer der Kinder- und Jugendpsychiatrie und als Pionier der Heilpädagogik. Benjamin wurde aufgrund seiner jüdischen Herkunft in den dreißiger Jahren zunehmend diskriminiert und verkaufte deshalb 1937 das Sanatorium Weit unter Marktwert an das Deutsche Rote Kreuz. Eine Gedenktafel an dem Gebäude erinnert heute an das Wirken von Erich Benjamin.
1950 und 1951 wurden am Sanatoriumsbau einige bauliche Änderungen vorgenommen. Das Gebäude diente lange als Schwesternheim der Franziskanerinnen von Maria Stern. Nach dem Auszug der Schwestern stand es leer, Pläne dort erneut ein Sanatorium für traumatisierte Kinder einzurichten scheiterten.

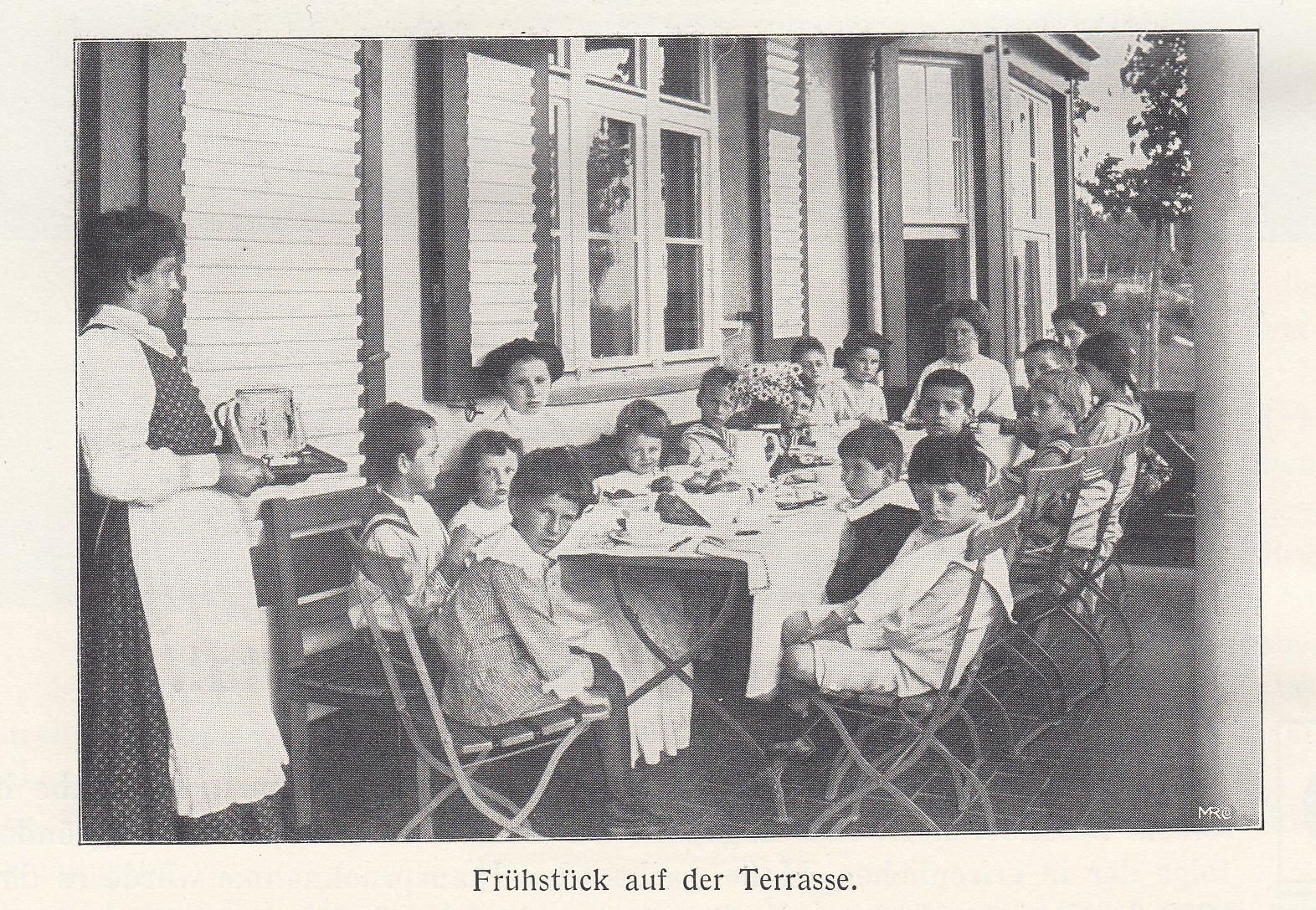
Frühstück auf der Terrasse des Sanatoriums um 1925
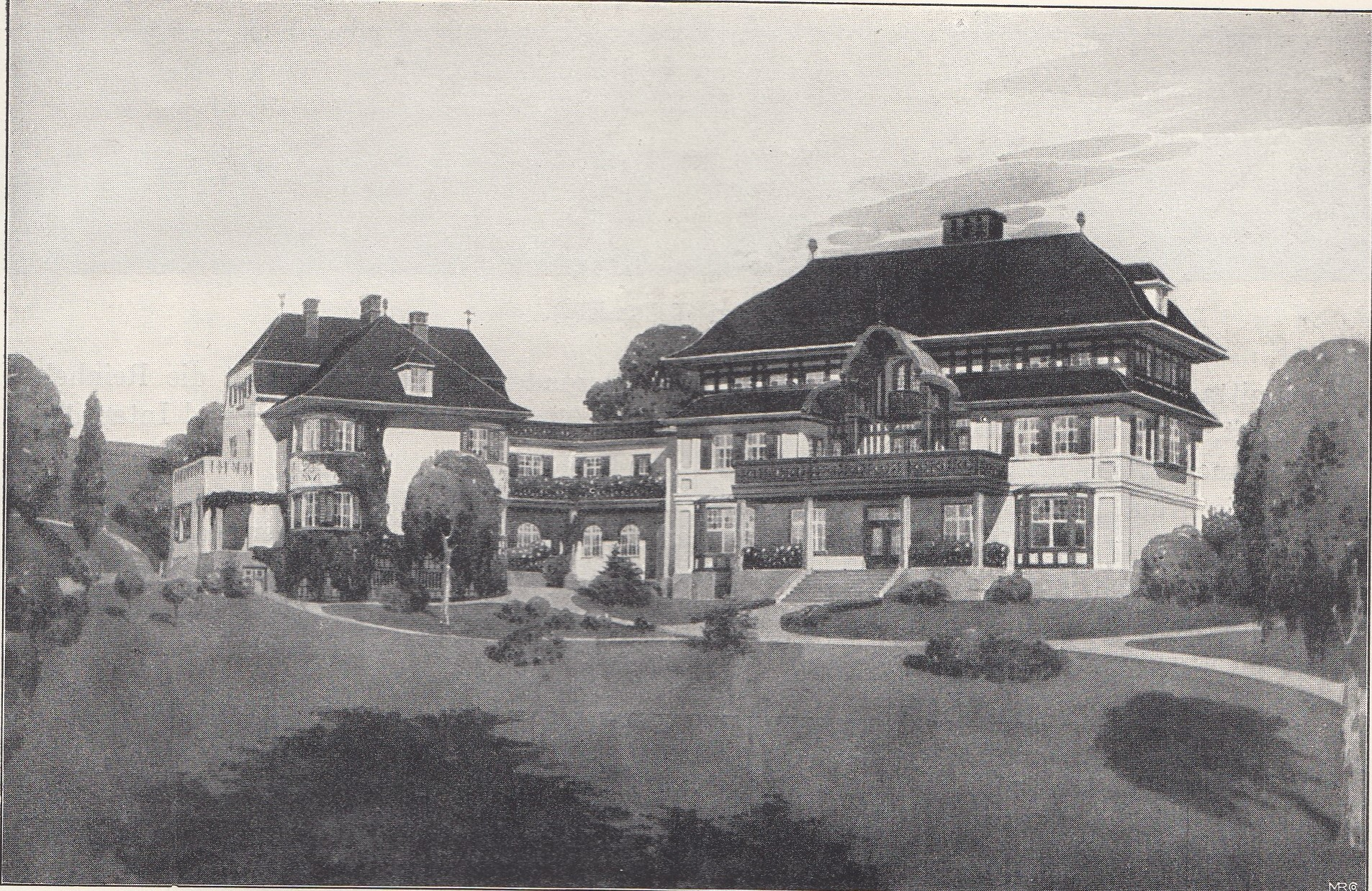
Aufnahme des Sanatoriums von 1925
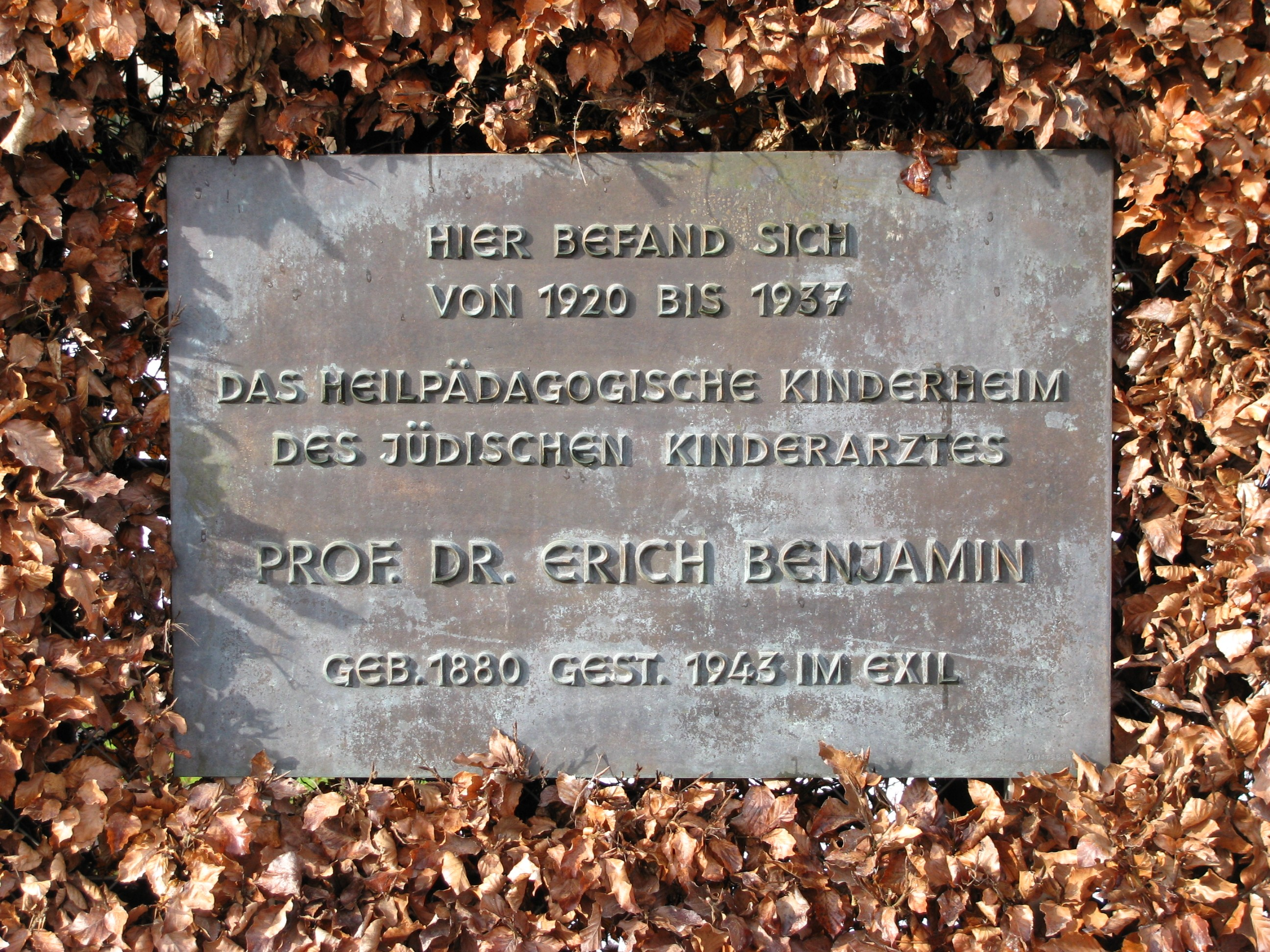
Die Gedenktafel

## Beschreibung
Das Kindersanatorium Zell befindet sich auf einem Hanggrundstück und besteht aus mehreren Gebäuden, die einen Komplex bilden. Die Hauptgebäude sind eine zweigeschossige Villa mit Putzgliederung, die Jugendstilornamente zeigt und der nordöstlich davon gelegene eigentliche Sanatoriumsbau, ein dreigeschossiger Walmdachbau. Beide Gebäude sind durch einen abgewinkelten Verbindungsbau verbunden. Der Gebäudekomplex liegt in einem parkähnlichen Grundstück, von dem in den letzten Jahren Teile als Baugrundstücke für Eigenheime abgetrennt wurden.

## Rezeption in der Kunst
In dem autobiografischen Roman Die drei Ohren Gottes schildert Renate Benjamin, eine Tochter von Erich Benjamin ihre Jugend in Zell. Das Kindersanatorium Zell ist dabei ein häufiger Schauplatz der Handlung.